# SWAT 4
SWAT 4 é um jogo baseado nas famosas equipes de resgate SWAT, com característica tática e visão em primeira pessoa, desenvolvido pela Irrational Games e distribuído pela Sierra Entertainment em 5 de abril de 2005. SWAT 4 coloca o jogador dentro do mundo contra-terrorista como líder de uma equipe de quatro outros membros para resolver várias situações, como salvar civis ou apreensões de pessoas ou coisas suspeitas. Uma expansão do SWAT 4, chamada SWAT 4: The Stetchkov Syndicate foi lançada em 28 de fevereiro de 2006.

## Recepção
SWAT 4 recebeu "críticas geralmente favoráveis", de acordo com o site de agregação de críticas, Metacritic. Em um gráfico de vendas de jogos de computador compilado pela NPD Techworld, ele conquistou o décimo lugar na semana encerrada em 17 de abril. Terminou em 11.º lugar no mês de abril no geral, a um preço médio de varejo de 48 dólares.
Bob Colayco, da GameSpot, afirmou que "como um simulador policial realista, SWAT 4 definitivamente atinge o alvo. Embora a taxa de quadros fique pesada às vezes e haja alguns bugs e peculiaridades irritantes, a IA oferece a maioria dos aspectos em um jogo projetado com grande rejogabilidade." Mais tarde, o site criticou um recurso do primeiro patch para SWAT 4, onde ambientes atualizados apresentavam anúncios de séries de televisão do mundo real e depois que o jogo foi fechado, dados sobre como o jogador tratou a colocação do produto foram enviados aos desenvolvedores.
Dan Adams, da IGN, disse que "a nova adição da Irrational à venerável franquia SWAT faz um trabalho brilhante ao captar todas as coisas que tornam o trabalho da SWAT tão empolgante da perspectiva externa". Adams também criticou a IA amigável, afirmando que "às vezes a equipe entra em uma sala sob comando e derruba todos com eficiência suficiente para ser impressionante, enquanto outras vezes eles passam direto por um inimigo que procura cobrir uma determinada área da sala apenas para levar um tiro na nuca".
SWAT 4 foi vice-campeão da lista dos dez melhores jogos de computador de 2005 da Computer Games Magazine.

### The Stetchkov Syndicate
The Stetchkov Syndicate recebeu críticas "favoráveis", embora fossem avaliações ligeiramente mais baixas do que o SWAT 4 original, de acordo com o Metacritic.